# 718

## Esdeveniments

### Països Catalans
- Presa de les ciutats de Barcelona, Girona per columnes musulmanes.

### Món

#### Europa
- Creació del regne d'Astúries i començament de la reconquesta
- Els musulmans conquereixen Narbona. També edifiquen la primera mesquita a Constantinoble

#### Àsia
- Es funda l'hotel més antic del món al Japó

## Naixements
- Koken Tenno, 46a i 48a Emperadriu del Japó.